# Клетъчни органели
В клетъчната биология органелът (органелата) е отделна структура на клетката, имаща определени функции. Има много типове органели, особено в еукариотните клетки на висшите организми. Клетъчните органели могат да бъдат разположени както в цитоплазмата, така и в ядрото. Цитоплазмените органели се намират в полутечна среда (цитозол), а ядрените – в ядрен сок. Исторически органелите са открити с помощта на микроскопа, както и с използването на клетъчната фракция.
Има органели, които присъстват във всички клетки. Наречени са универсални или общи органели. Те изпълняват еднаква функция в различните клетки. Наред с общите органели има специализирани клетъчни органели, които са специфични за специализирани клетки. Благодарение на всички клетъчни органели процесите и функциите в клетките могат да протичат нормално.

## Видове органели в еукариотните клетки
Цитоплазмените органели могат да бъдат:
1. немембранни: рибозоми, центрозома, реснички и камшичета (специализирани структури с участие на клетъчната мембрана (плазмалема) по апикалната (свободната) повърхност на клетката), включения;
2. едномембранни: ендоплазмена мрежа, лизозоми, апарат на Голджи, пероксизоми и вакуоли;
3. двумембранни: митохондрии и пластиди.

### Немембранни органели
Немембранните органели не са отделени от цитоплазмата на клетката чрез мембрани. Рибозомите са немембранни органели. Те представляват малки плътни овални телца, изградени от малка и голяма субединица. Синтезират белтъците (протеините). Центромерът (кл. център) участва в клетъчното делене, като образува делителното вретено. Той е двоен органел, като всяка от двете центриоли е изградена от 9 групи по 3 тръбички, разположени в кръг.

### Едномембранни органели
В цитоплазмата съществуват много на брой вътрешни мембрани, които отделят по-големи или по-малки пространства – малки мехурчета, цистерни, каналчета, вакуоли (големи мехурчета). Това са мембранните органели. Едномембранните органели са разграничени от цитозола с една липопротеидна мембрана, която има характерния строеж за всички биологични мембрани и съдържа двоен фосфолипиден слой и белтъци.
Ендоплазмената мрежа е изградена от тръбовидни цистерни, които са ограничени с единична мембрана и мембранни мехурчета, свързани с тях. Тя бива зърнеста и гладка. Зърнестата ендоплазмена мрежа от външната страна е покрита с рибозоми, които са свързани в полизома (1 молекула информационна РНК, по чиято дължина са разположени няколко на брой рибозоми, синтезиращи съответния белтък) и са здраво прикрепени към мембраната ѝ. В нея се синтезират белтъци, които се подготвят за „износ“ от клетката. Зърнестата ендоплазмена мрежа е много добре развита в клетките, чиито функции са свързани с отделянето на големи количества белтък или собствени белтъчни нужди. Гладката ендоплазмена мрежа не е покрита с рибозоми. В нея се синтезират главно липиди и стероидни хормони.
Лизозомите са цитоплазмен органел – малко мехурче, което е ограничено чрез мембрана от цитозола. В тях се съдържат много и хидролитични ензими, които катализират разграждането на белтъците, въглехидратите и нуклеиновите киселини (автолиза). Тези мембранни мехурчета са с диаметър около 0,2 – 0,5 μm.
Комплексът на Голджи е съставен от няколко сплеснати цистерни, събрани в пачка, и много различни по големина мехурчета. Той играе централна роля в секрецията на клетката. Апаратът на Голджи образува секреторни мехурчета, които внасят и изнасят вещества и съединения във и от клетката. В тези мехурчета се извършват пиноцитозата и фагоцитозата, които представляват смилане на чужди тела, при това пиноцитозата – за течности, а фагоцитозата – за твърди частици.
Пероксизомите са кръгли едномембранни органели. В тях се разгражда вредният за клетката водороден пероксид (Н2О2).
Вакуолите са големи органели, в които се складират резервни вещества или се съдържат багрила, освен това те отговарят за тургорното налягане в клетката. Локализирани са в растителната клетка.

### Двумембранни органели
Двумембранните органели са ограничени от цитозола на клетката чрез две мембрани. Те са най-сложно устроените органели. Хлоропластите са кръгли тела. Вътрешното пространство е оградено от двете мембрани и се нарича строма. В нея има 3-ти вид мембрани – тилакоидни, които образуват грани, представляващи система от вдлъбнати тилакоидни мембрани. В хлоропластите се извършва фотосинтезата.
Митохондриите са енергийните станции на клетката. Имат външна и вътрешна мембрана. Вътрешната е силно нагъната и образува кристи. Вътрешното пространство се нарича матрикс. В митохондриите се синтезира аденосинтрифосфат (АТФ), макроергично съединение, в което се съхранява енергията, получена от метаболитното окисление на веществата в клетката.
Ядрото също има двойна ядрена мембрана, която на места се събира и образува пори. В ядрения сок се намира белтъкът хроматин и се съхранява наследствената информация в ДНК. В ядрото може да има едно или повече малки ядърца.
В ядрото се извършват жизненоважните процеси на съхраняване и презаписване на генетичната информация – репликация и транскрипция на гените.
| Органел               | Главна функция                                     | Структура               | Организми            | Бележки                                             |
| --------------------- | -------------------------------------------------- | ----------------------- | -------------------- | --------------------------------------------------- |
| Хлоропласт            | Фотосинтеза                                        | двойномембранен органел | растения, протисти   | наличие на генетична информация                     |
| Ендоплазмен ретикулум | Модификация и нагъване на новите протеини и липиди | едномембранен органел   | всички еукариоти     |                                                     |
| Апарат на Голджи      | Сортиране и модификация на протеини                | едномембранен органел   | всички еукариоти     |                                                     |
| Митохондрия           | Синтез на АТФ                                      | двойномембранен органел | в повечето еукариоти | наличие на генетична информация                     |
| Вакуола               | Складиране                                         | едномембранен органел   | еукариоти            |                                                     |
| Ядро                  | Съхранение на ДНК и транскрипция на РНК            | двойномембранен органел | всички еукариоти     | притежава голямо количество наследствена информация |

## Органели в прокариотните клетки
Прокариотите не са така сложно устроени като еукариотите и нямат клетъчни органели, оградени от липидни мембрани. В миналото се е смятало, че те имат слаба вътрешна организация, но постепенно са открити вътрешни прокариотни структури. Важно откритие е, че някои прокариоти имат микрокомпартменти, които са оградени от протеини. По-забележителен е видът на прокариотни органели като магнетотомите, оградени от липиди.
Прокариотите притежават множество рибозоми от прокариотен тип с коефициент на седимантация 70. Също така те имат камшиче (1, по-рядко 2 на брой) и пили, с които могат да се придвижват.